# Baile do Profeta Veiled
O Baile do Profeta Veiled é um baile de debutantes realizado em St. Louis, Missouri pela Organização do Profeta Veiled em 1878, fundada por vários residentes da cidade, incluindo um ex-oficial da Confederação.
Todo ano, um membro da Organização do Profeta Velado é escolhido para servir como o "Profeta Velado de Khorassan", para presidir o Baile dos Profetas Velados e seus aproximadamente 2.000 participantes. O foco do evento está nas mais de 50 debutantes que são levadas até o altar por notáveis homens de negócios de St. Louis, geralmente um amigo de seu pai, para se curvar diante do Profeta Velado. Cinco são escolhidas pelo Profeta Velado para serem as Damas de Honra Especiais da "Corte de Honra do Profeta Velado", e uma é coroada a "Rainha do Amor e da Beleza".